# Sx Tape
Sx_Tape (ook gestileerd als SX_TAPE en sxtape) is een Amerikaanse found footage-horrorfilm uit 2013, geregisseerd door Bernard Rose.

## Verhaal
Een verliefd stel neemt een intieme video op in een verlaten ziekenhuis. Maar al snel ontdekken de twee dat er op deze plek vreemde verschijnselen optreden die hun avontuur veranderen in een gevecht om te overleven.

## Rolverdeling
| Acteur          | Personage     |
| --------------- | ------------- |
| Caitlyn Folley  | Jill          |
| Ian Duncan      | Adam          |
| Diana García    | Elly          |
| Chris Coy       | Bobby         |
| Julie Marcus    | Colette       |
| Steven Propster | LAPD Officier |
| Daniel Faraldo  | Dr. Simeone   |

## Release
De film ging in première op 10 oktober 2013 op het Filmfestival van Londen.

## Ontvangst
Op Rotten Tomatoes heeft Sx_Tape een waarde van 30% en een gemiddelde score van 4,00/10, gebaseerd op 10 recensies.